# Xanthorhoe vacillans
Xanthorhoe vacillans là một loài bướm đêm trong họ Geometridae.